# مصفوفة ليوبولد
مصفوفة ليوبولد هي أحد أشهر مناهج تحديد الأثر البيئي للخزانات والسدود. والتي تزودنا بخواص الأثر البيئي بدقة عن طريق مقارنة مجموعة الأعمدة الرأسية (عناصر البيئة) بالأعمدة الأفقية (أنشطة تنموية) في المصفوفة. صممها شخص يُدعى ليوبولد سنة 1971م في قسم الأبحاث الجيولوجية بالولايات المتحدة. وتتكون هذه المصفوفة من 100 نشاط متعلق على المحور الأفقي و88 من العناصر البيئية على المحور الرأسي.